# Flórián Albert
Flórián Albert, född 15 september 1941 i Hercegszántó, död 31 oktober 2011 i Budapest, var en ungersk professionell fotbollsspelare (anfallare) som blev utnämnd till Europas bästa fotbollsspelare och fick ta emot Ballon d'Or 1967.
Flórián Albert var en av de stora profilerna i den europeiska fotbollen under 1960-talet. Under hela sin karriär spelade Albert i Budapestklubben Ferencváros, med vilken han blev ungersk mästare fyra gånger. Med ungerska landslaget spelade Albert 75 matcher och gjorde 32 mål. Han var med i VM 1962 och 1966 samt EM 1964 och 1972. Tillsammans med fem andra spelare blev han bäste målskytt i VM 1962. 